# Алхазов, Григорий Эдуардович
Григо́рий Эдуа́рдович Алха́зов (род. 27 октября 1986, Кишинёв) — игрок «Что? Где? Когда?». Обладатель «Хрустальной совы» (летний сезон 2011 года).

## Биография
Окончил Молдавскую экономическую академию, финансовый факультет, а также факультет общей экономики и права (заочно). В 2011 году — аспирант той же академии.
С 1998 года — в русскоязычном кишинёвском клубе «Что? Где? Когда?» — «Интигра». С 2005 года — участник украинского «Что? Где? Когда?». Игрок команды «Бандерлоги» (Запорожье), бронзовый призёр чемпионата мира по «Что? Где? Когда?» 2010 года, чемпион Украины по «Что? Где? Когда?» 2010 и 2011 годов, обладатель Кубка Украины по «Что? Где? Когда?» 2009 и 2010 годов, чемпион Украины по «Брейн-рингу» 2009 года. Чемпион мира по «Что? Где? Когда?» 2013 года в составе команды ЛКИ. Принимал участие в нескольких чемпионатах России и мира в составе команды "Ксеп" вместе с другими знатоками телеклуба Юлией Архангельской, Ильей Бером, Ильей Новиковым, Николаем Крапилем, Станиславом Мереминским и Эльманом Талыбовым.
Первую игру в «Элитарном клубе» «Что? Где? Когда?» сыграл в марте 2011 года в составе команды Алеся Мухина. После победы команды Мухина в финальной игре летней серии 2011 год стал обладателем одого из главных призов игры «Хрустальной совы».
В 2016 году вместе с другими участниками команды покинул телеклуб после того, как из-за участия в качестве адвоката в защите Надежды Савченко до участия в играх не был допущен ключевой знаток команды Илья Новиков.
Всего с 2011 по 2015 год провёл в клубе 15 игр, 9 из которых (60%) завершились победой знатоков. 1 раз признавался лучшим знатоком игры.
Живёт в Кишинёве.

## Семья
- Отец — Эдуард Михайлович Алхазов (род. 1950), кандидат исторических наук,[8] предприниматель.
- Мать — Наталья Дмитриевна Алхазова (род. 1951), кандидат филологических наук (1980),[9] переводчик с английского языка,[10] доцент отделения американской литературы Государственного университета Молдовы (с 1978 года), координатор Международной еврейской службы здоровья (Jewish Healthcare International) по Молдове (с 1999 года),[11] автор книги «В Королевстве, где говорят по-английски: обычаи, традиции, праздники» (с Л. И. Кройтореску, Кишинёв: Штиинца, 1989).[12][13].
- Брат — Артём Эдуардович Алхазов (род. 1979), научный сотрудник института математики и информатики АН Молдовы, PhD (доктор философии, 2006)[14][15].
- Жена (2014) — Ёлка Флиман (род. 1977), диджей радиостанции «Хит FM», арт-директор клуба «Чёрный слон» (первым браком была замужем за Романом Ягуповым); сын Михаил (2014)[16][17][18].